# 9929 McConnell
A 9929 McConnell (ideiglenes jelöléssel 1982 DP1) a Naprendszer kisbolygóövében található aszteroida. Az Oak Ridge Observatory fedezte fel 1982. február 24-én.